# Гражданик
Гражданик архаично и Ограђеник (алб. Grazhdanik) је насељено место у општини Призрен, на Косову и Метохији. Према попису становништва из 2011. у насељу је живело 884 становника. Помиње се у Светоарханђеловској хрисовуљи из средине 14. века као манастирски посед.

## Положај
Насеље се налази у низији северозападно од Призрена, у близини пруге и магистралног пута ка Ђаковици.

## Становништво
Према попису из 2011. године, Гражданик има следећи етнички састав становништва:
| Националност | 2011.        |
| Албанци      | 879 (99,43%) |
| Египћани     | 3 (0,34%)    |
| Роми         | 2 (0,23%)    |
| Укупно       | 884          |

| Демографија | Демографија | Демографија |
| Година      | Становника  | Становника  |
| ----------- | ----------- | ----------- |
| 1948.       | 134         |             |
| 1953.       | 135         |             |
| 1961.       | 135         |             |
| 1971.       | 234         |             |
| 1981.       | 345         |             |
| 1991.       | 442         |             |
| 2011.       | 884         |             |